# 崔友
崔友（越南语：／?，1914年—1950年），越南诗人，原名阮得界，笔名新色、陈文讯等，清化省弘化县人。他早年从事革命宣传活动，一边做工匠一边写文章。1945年之前秘密活动时期，这些文章都刊登在《国魂》和《真理》等报刊上。抗法时期，崔友创办了《人民军队》报的前身《卫国军》报。1950年12月16日作为战地记者在越北战区前线牺牲。主要作品有《崔友诗文》(1984)。